# Pseudolynchia canariensis
La mosca de las palomas (Pseudolynchia canariensis)  es una especie de mosca picadora en la familia Hippoboscidae, siendo parásita de palomas.

## Distribución
Se hallan en muchas regiones subtropicales donde se hallen palomas domésticas. Es conocido por huéspedes silvestres en África continental, subregiones del Mediterráneo, Afghanistán, India, Nepal, Tailandia, Taiwán, islas Ryūkyū,  Filipinas, península Malaya, España e Indonesia.

## Hospedadores
Entre sus hospedadores silvestres se encuentran palomas, torcazas (Columbidae) y búhos depredadores de estas. También han sido registrados en treinta y tres géneros, trece familias, y ocho órdenes de aves.

## Vectores de enfermedades
P. canariensis es huéped intermediario para el protozoario Haemoproteus columbae o malaria de las palomas, que puede ser mortal para los pichones.
A su vez, este parásito es comúnmente infestado por Myialges anchora.

## Otras especies
- Hippobosca equina (Mosca del caballo)